# Catendê
Catendê (Katende), na mitologia bantu, é um inquice das folhas, agricultura e ciência, equivalente ao orixá Oçânhim. Sua cor é verde, e por estar associado às folhas, suas vestimentas e insígnias são ornamentadas com folhas verdes.